# Bùi Bằng Đoàn
Bùi Bằng Đoàn (chữ Hán: 裴鵬摶, 11 tháng 9 năm 1889 – 13 tháng 4 năm 1955) là Thượng thư bộ Hình triều Nguyễn (1933-1945), Trưởng ban Thanh tra đặc biệt của Chính phủ Việt Nam Dân chủ Cộng hòa, Trưởng ban Thường trực Quốc hội Việt Nam Dân chủ Cộng hòa khóa I (1946–1955). Ông cũng từng là tri huyện ở Nghĩa Hưng - Nam Định, tri huyện Thanh Ba - Phú Thọ, Đại Từ - Thái Nguyên, Tiên Du - Bắc Ninh, tri phủ Xuân Trường - Nam Định.

## Tiểu sử
Bùi Bằng Đoàn sinh ngày 19 tháng 9 năm 1889, tại xã Liên Bạt, huyện Ứng Hòa, tỉnh Hà Nội (nay thuộc thành phố Hà Nội) trong một gia đình truyền thống Nho học. Ông nội là Tiến sĩ Bùi Tuấn, hàm Thái tử Thiếu bảo, từng làm Giám khảo các kỳ thi Hương, giữ chức Tả Tham tri Bộ Binh kiêm Tổng đốc tỉnh Bắc Ninh đánh dẹp giặc Ngô Côn. Cha là Bùi Tập từng giữ chức Tuần phủ tỉnh Hưng Hóa.
Cha mẹ đều mất sớm, cả sáu anh em được người chú dượng là Dương Lâm (tức cụ Thiếu bảo Vân Đình lúc đó làm Tham tri Nha Kinh lược Bắc kỳ) đưa về nuôi dưỡng và dạy học chữ Hán.
Khoa thi năm Bính Ngọ 1906, ba anh em Bùi Bằng Phấn, Bùi Bằng Thuận và Bùi Bằng Đoàn đều ứng thí. Kết quả, Bùi Bằng Phấn đỗ Tú tài, còn Bùi Bằng Thuận và Bùi Bằng Đoàn cùng đỗ Cử nhân. Ba anh em được mệnh danh là Hà đông tam bằng.
Về sau Bùi Bằng Thuận còn đỗ Tiến sĩ khoa thi năm 1916 cùng với Bùi Bằng Phấn đều làm quan Nam triều đến hàng Tuần phủ, về hưu trước năm 1945.

## Thời gian làm quan Nam triều

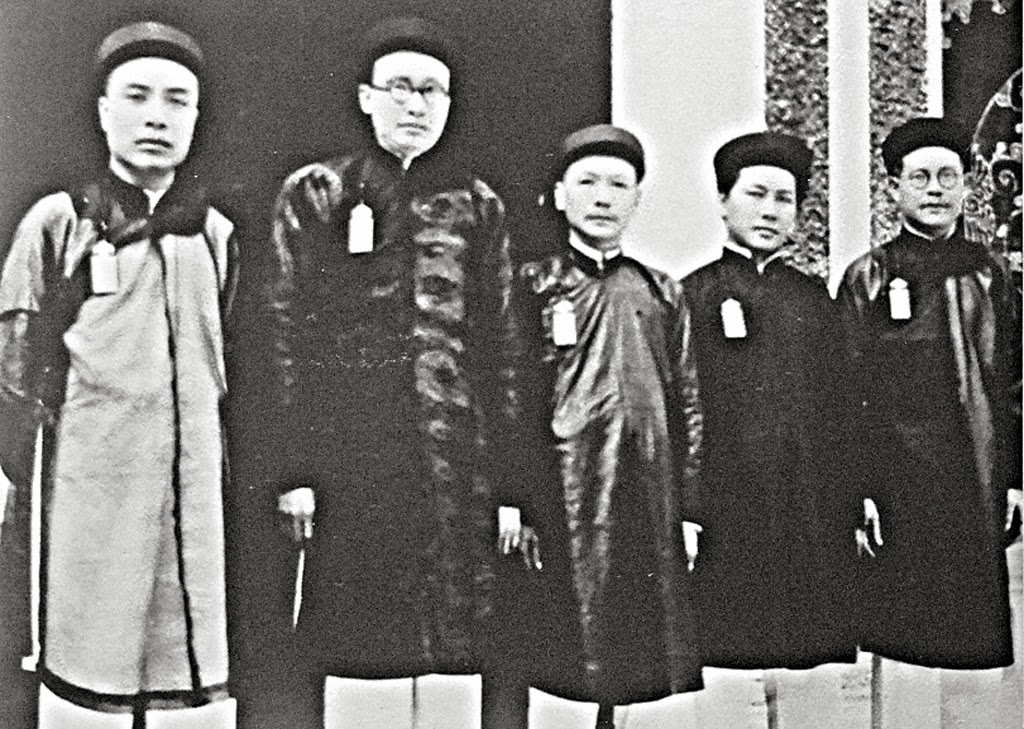
5 vị Thượng thư thời vua Bảo Đại, từ trái qua phải Hồ Đắc Khải, Phạm Quỳnh, Thái Văn Toản, Ngô Đình Diệm, Bùi Bằng Đoàn

Quan lộ của ông hanh thông năm 1907 thi vào trường Hậu Bổ tại Hà Nội. Ông thông thạo cả Pháp văn và Hán văn.
Năm Tân Hợi (1911), ông tốt nghiệp, được bổ làm Tri huyện, sau đó làm Tri phủ Xuân Trường (tỉnh Nam định), Án sát tỉnh Bắc Ninh; Tuần phủ các tỉnh Cao Bằng, Ninh Bình; rồi làm đến Thượng thư bộ Hình của triều đình Huế, trong nội các của Phạm Quỳnh năm 1933, hàm Thái tử Thiếu bảo.
Khi làm quan ông nổi tiếng là vị quan đức độ, thanh liêm, chính trực, chăm dân. Trên công đường ở những nơi ông làm quan, đều có treo một bảng thông báo "không nhận quà biếu". Với người nhà, ông rất nghiêm khắc, cấm tiệt việc nhận quà, nếu lỡ nhận rồi thì phải mang đi trả lại.
Lúc làm Tri phủ Xuân Trường (Nam Định) ông đã đề xuất và thực hiện việc đắp đê Bạch Long ngăn nước mặn, tạo lập được một vùng lúa, dâu rộng lớn. Ghi công đức ông, dân địa phương đã làm lễ tế sống vị "phụ mẫu chi dân" trẻ tuổi ngay nơi nhậm chức.
Năm 1925, trước việc báo chí lên án cảnh phu đồn điền ở miền Nam bị bóc lột dã man, Chính phủ Nam triều đã cử Bùi Bằng Đoàn vào Nam bộ thanh tra các đồn điền cao su của Pháp. Ông đã tiến hành thanh tra thấu đáo, viết một bản báo cáo dày đến 100 trang bằng tiếng Pháp nêu bật lên những điều vô lý trong chính sách đối với phu đồn điền. Những kiến nghị xác đáng của bản báo cáo đã được nhà đương cục chấp nhận, giảm thiếu những chế độ hà khắc đối với công nhân đồn điền cao su thời đó.
Năm 1925, mặc dù đang làm tri phủ Nghĩa Hưng (tỉnh Nam định) nhưng ông vẫn được mời lên Hà Nội làm thông ngôn cho phiên tòa đại hình xử vụ án cụ Phan Bội Châu. Với tính cách cương trực, bênh vực lẽ phải, Bùi Bằng Đoàn đã thông dịch rõ ràng, trung thực những lời nói, lý lẽ đanh thép của cụ Phan Bội Châu để rồi sau đó tòa án đã không khép được cụ Phan vào án chung thân mà giảm xuống hình thức "an trí ở Huế".
Đầu năm 1933 ông được bổ nhiệm làm Tuần phủ tỉnh Ninh Bình, không lâu sau đó khi Phạm Quỳnh tổ chức Nội các ông được bổ nhiệm làm Thượng thư bộ Hình. Trong mười hai năm ở kinh đô Huế ông trông nom việc xử kiện tại tất cả các tỉnh Trung Kỳ, chỉ đạo việc soạn thảo các luật cho Trung Kỳ đều bằng tiếng Pháp, tiếng Việt và dịch ra chữ Hán.
Tháng 3 năm 1945, Nhật đảo chính Pháp, Hoàng đế Bảo Đại tuyên bố Đế quốc Việt Nam độc lập. Bản tuyên bố ngoài chữ ký của Bảo Đại còn có chữ ký của 6 vị thượng thư, trong đó có Bùi Bằng Đoàn. Cơ mật viện giải tán để chuẩn bị thành lập Nội các mới. Bùi Bằng Đoàn cáo quan về quê nhưng được Chính phủ Nam triều giao cho giữ chức Chánh nhất Tòa Thượng thẩm Hà Nội. Ở thời điểm "đêm trước" của cách mạng, tổ chức Việt Minh đã tiếp xúc và mời ông làm Hội trưởng Hội bảo vệ tù chính trị.

## Tham gia bộ máy chính quyền cách mạng
• Ngày 17 tháng 11 năm 1945 Hồ Chủ tịch mời ông tham gia Ban cố vấn Chủ tịch nước, thành viên Ủy ban nghiên cứu kế hoạch kiến thiết đất nước. Trong bức thư đề ngày gửi là 17-11-1945, Chủ tịch Hồ Chí Minh viết:
| “              | Thưa Ngài! Tôi tài đức ít ỏi, mà trách nhiệm nặng nề. Thấy Ngài học vấn cao siêu, kinh nghiệm phong phú. Vậy nên, tôi mời Ngài làm Cố vấn cho tôi, để giúp thêm ý kiến trong công việc hưng lợi, trừ hại cho nước nhà dân tộc. Cảm ơn và chúc Ngài mạnh khỏe. Kính thư | ” |
| — Hồ Chí Minh, | |   |

• Ngày 6 tháng 1 năm 1946 ông ra ứng cử đại biểu Quốc hội Việt Nam DCCH tại tỉnh Hà Đông và trúng cử, đồng thời được Chủ tịch Hồ Chí Minh thay mặt Chính phủ cử ông làm Trưởng ban Thanh tra đặc biệt của Chính phủ, (tương đương với chức Tổng Thanh tra Chính phủ).
• Ngày 2 tháng 3 năm 1946, ông được bầu vào Ban Thường trực Quốc hội, tham gia thành lập Hội liên hiệp quốc dân.
• Ngày 8 tháng 11 năm 1946, ông được cử làm Trưởng ban Thường trực Quốc hội thay cho ông Nguyễn Văn Tố. Những năm 1947 và 1948, ông làm việc ở chiến khu Việt Bắc.
• Cuối năm 1948, ông bị bệnh bán thân bất toại ở Việt Bắc, Hồ chủ tịch trực tiếp chỉ thị tổ chức đưa ông về Liên khu 3 để chữa bệnh.
• Từ tháng 10 năm 1948, tại Việt Bắc (thủ đô của kháng chiến), ông được Quốc hội cử giữ chức Quyền Trưởng ban Thường trực Quốc hội để điều hành Quốc hội.
• Hòa bình lập lại, ông trở về Hà Nội để dưỡng bệnh.
• Ngày 13 tháng 4 năm 1955, ông qua đời tại Hà Nội.

## Gia đình
Vợ ông là bà Đoàn Thị Đức. Ông bà có tám người con gái và hai người con trai là:
• Đại tá, nhà báo Bùi Tín (nhân vật bất đồng chính kiến với Đảng Cộng sản Việt Nam).
• Doanh nhân Bùi Nghĩa - Chủ tịch Câu lạc bộ Doanh nghiệp họ Bùi Việt Nam.
Cuối năm 1948 Hồ Chủ tịch và Trung ương đã quyết định đưa ông về xuôi để dưỡng bệnh. Khi về gần đến nhà thì gặp lính Pháp đang càn quét ở Vân Đình, ông phải lánh đi. Khi đó, một mình bà Đoàn Thị Đức ở nhà, đang cất giấu tài liệu thì bị giặc Pháp ập vào và bắn chết. Sự hy sinh của bà mãi tới năm 1955, khi về thăm nhà ông mới được biết.

## Tặng thưởng
- Huân chương Độc lập hạng Nhất
- Huy chương Kháng chiến hạng Nhất

## Vinh danh, kỉ niệm
• Tên ông được đặt cho một con phố tại phường Nguyễn Trãi, quận Hà Đông, Hà Nội. Một phố cạnh trường Đại học sư phạm kỹ thuật Nam Định, tại Thành phố Nam Định, tỉnh Nam Định và một phố ở trong khu đô thị Phú Mỹ Hưng, quận 7, Thành phố Hồ Chí Minh
• Ngày 16/9/2019, Ban Chấp hành Trung ương Đảng, Quốc hội, Chủ tịch nước, Chính phủ, Ủy ban Trung ương Mặt trận Tổ quốc Việt Nam và thành phố Hà Nội chủ trì tổ chức Lễ kỷ niệm 130 năm Ngày sinh của ông.

## Thơ ca
Ông còn nổi tiếng về việc xướng họa thơ từ với Chủ tịch Hồ Chí Minh năm 1948. Hồ Chủ tịch đã tặng ông bài thơ bằng chữ Hán:
| Khán thư sơn điểu thê song hãn Phê trát xuân hoa chiếu nghiễn trì Tiệp báo tần lai lao dịch mã Tư công tức cảnh tặng tân thi. | Xem sách chim rừng vào cửa đậu Phê văn hoa núi chiếu nghiên soi Tin vui thắng trận dồn chân ngựa Nhớ cụ thơ xuân tặng một bài. |

Ông đã họa lại như sau:
| Thiết thạch nhất tâm phù chủng tộc Giang sơn vạn lý thủ thành trì Tri công quốc sự vô dư hạ Thao bút nhưng thành thoái lỗ thi. | Sắt đá một lòng vì chủng tộc Non sông muôn dặm giữ cơ đồ Biết Người việc nước không hề rảnh Vung bút thành thơ đuổi giặc thù. |